# Arrondissement du Pays-d'Altenbourg
L'arrondissement du Pays-d'Altenbourg est un arrondissement  (Landkreis en allemand) de Thuringe (Allemagne).
Son chef-lieu est la ville d'Altenbourg.

## Géographie
L'arrondissement est situé à l'est du land de Thuringe, à la limite avec le land de Saxe au nord, à l'est et au sud et avec le land de Saxe-Anhalt à l'ouest.
Arrondissements limitrophes : 
- au nord, arrondissement de Leipzig ;
- à l'est, arrondissement de Saxe centrale ;
- au sud, arrondissement de Zwickau ;
- au sud-ouest, arrondissement de Greiz ;
- à l'ouest, arrondissement du Burgenland.

L'arrondissement est adossé au sud aux derniers contreforts des Monts Métallifères (altitude maximale : 352 m à Nischwitz) mais il s'étend surtout dans la plaine de Leipzig (altitude minimale : 150 m à Haselbach).
Le système hydrographique fait partie du bassin de l'Elbe avec plusieurs affluents de l'Elster Blanche coulant dans la direction générale sud-nord, la Sprötte, la Pleiße, la Schnauder et la Wiera.

## Histoire
L'arrondissement d'Altenbourg est en grande partie constitué de l'ancienne partie orientale (ostkreiss) du duché de Saxe-Altenbourg.

## Politique
Le commissaire de l'arrondissement, élu en 2009, est M. Sieghardt Rydzewski (SPD jusqu'en 2006) qui a remplacé M. Christian Gumprecht (CDU).
Le landrat compte 46 sièges de conseillers.
| Parti                   | Nombre de conseillers |
| ----------------------- | --------------------- |
| CDU                     | 15                    |
| SPD                     | 11                    |
| Die Linke               | 10                    |
| FDP                     | 5                     |
| Die Regionalnen         | 4                     |
| Alliance 90 / Les Verts | 1                     |

## Population
La population de l'arrondissement est en baisse constante depuis 1989.
En 1900, l'ostkreis (la partie est) du duché de Saxe-Altenbourg qui incluait aussi les communes de Ronneburg et Rußdorf, comptait 280 communes et 138 561 pour une superficie de 657,23 km2. En 1910, 152 432 habitants peuplaient le même arrondissement, à comparer avec la population actuelle inférieure à 100 000 personnes.

## Partenariats
L'arrondissement entretient des liens étroits avec l'arrondissement d'Enz dans le land Bade-Wurtemberg depuis 1991 ainsi qu'avec le Comté de Catawba en Caroline du Nord (États-Unis).

## Villes, communes & communautés d'administration
(nombre d'habitants en 2010)
| Villes ¹ remplit les fonctions administratives pour 2 autres communes 1. Altenbourg, Große kreisangehörige Stadt (34 972) 2. Gößnitz (3 752) ¹ 3. Lucka (4 086) 4. Meuselwitz (11 261) 5. Schmölln (11 879) | Communes ² fonctions administratives remplies par la ville de Gößnitz 1. Heyersdorf ² (154) 2. Nobitz (3 561) 3. Ponitz ² (1 684) |

Communautés de communes  avec leurs communes membres

* Sièges des communautés de communes
| - Altenburger Land (5 526) 1. Altkirchen (1 061) 2. Dobitschen (505) 3. Drogen (146) 4. Göhren (439) 5. Göllnitz (341) 6. Lumpzig (561) 7. Mehna * (347) 8. Starkenberg (1 904) | - Oberes Sprottental (4 287) 1. Heukewalde (222) 2. Jonaswalde (329) 3. Löbichau (1 084) 4. Nöbdenitz * (935) 5. Posterstein (464) 6. Thonhausen (590) 7. Vollmershain (334) 8. Wildenbörten (329) - Pleißenaue (5 612) 1. Fockendorf (852) 2. Gerstenberg (538) 3. Haselbach (833) 4. Treben * (1292) 5. Windischleuba (2 097) | - Rositz (5 380) 1. Kriebitzsch (1 132) 2. Lödla (715) 3. Monstab (483) 4. Rositz * (3 050) - Wieratal (3 657) 1. Frohnsdorf (296) 2. Göpfersdorf (234) 3. Jückelberg (321) 4. Langenleuba-Niederhain * (1 928) 5. Ziegelheim (878) (dans le Land de Saxe jusqu'en 1952) |

## Source
- (de) Cet article est partiellement ou en totalité issu de l’article de Wikipédia en allemand intitulé « Landkreis Altenburger Land » (voir la liste des auteurs).